# Eotetranychus broussonetiae
Eotetranychus broussonetiae är en spindeldjursart som beskrevs av Wang 1980. Eotetranychus broussonetiae ingår i släktet Eotetranychus och familjen Tetranychidae. Inga underarter finns listade i Catalogue of Life.